# Cycnidolon spinosum
Cycnidolon spinosum là một loài bọ cánh cứng trong họ Cerambycidae.